# Бістріца (Вилча)
Бістріца (рум. Bistrița) — село у повіті Вилча в Румунії. Входить до складу комуни Костешть.
Село розташоване на відстані 181 км на північний захід від Бухареста, 26 км на захід від Римніку-Вилчі, 96 км на північ від Крайови, 133 км на південний захід від Брашова.

## Населення
За даними перепису населення 2002 року у селі проживали 1040 осіб, з них 1039 осіб (99,9%) румунів. Усі жителі села рідною мовою назвали румунську.